# Гімназія

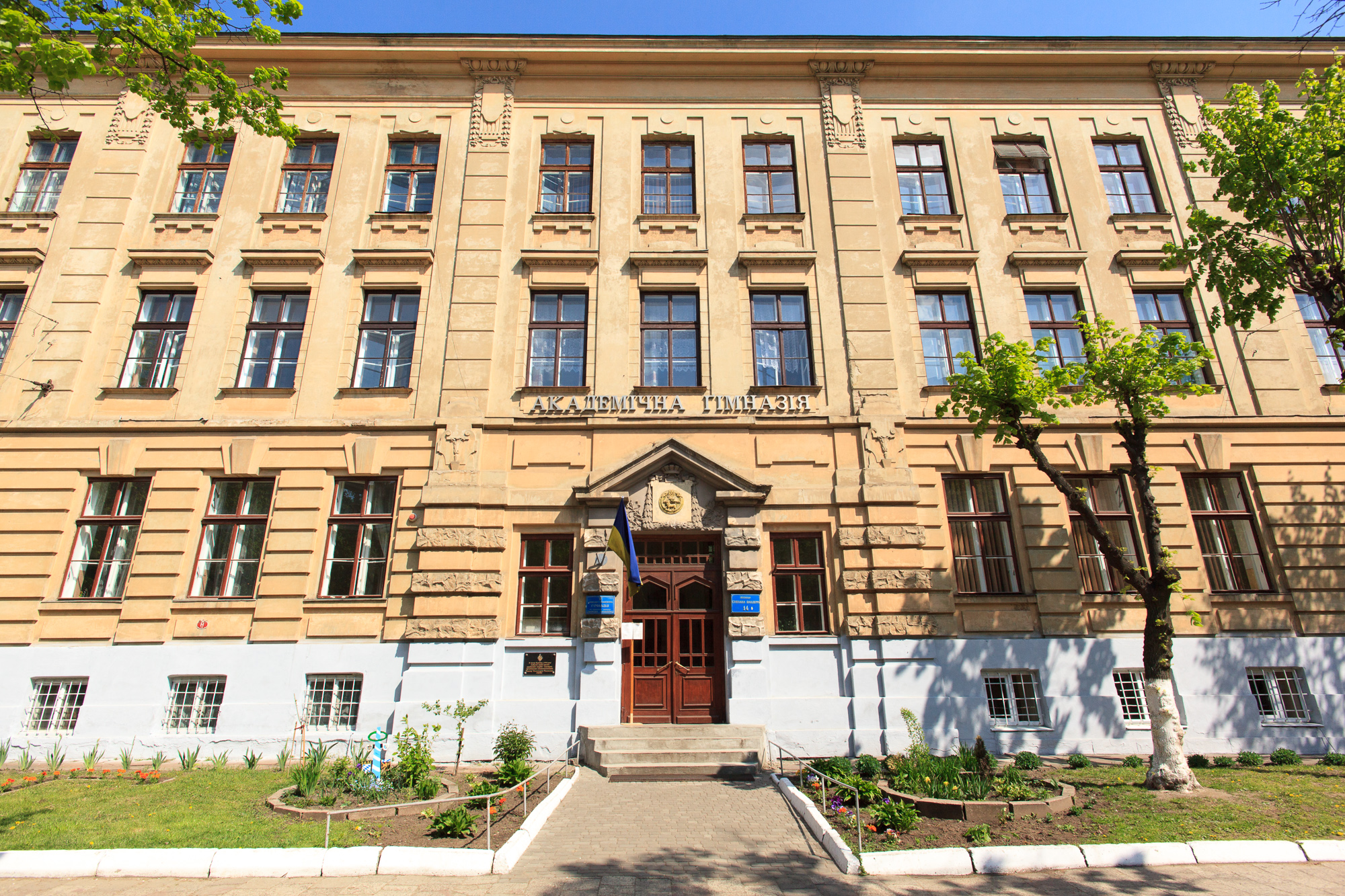
Львівська академічна гімназія заснована 24 жовтня 1784 року

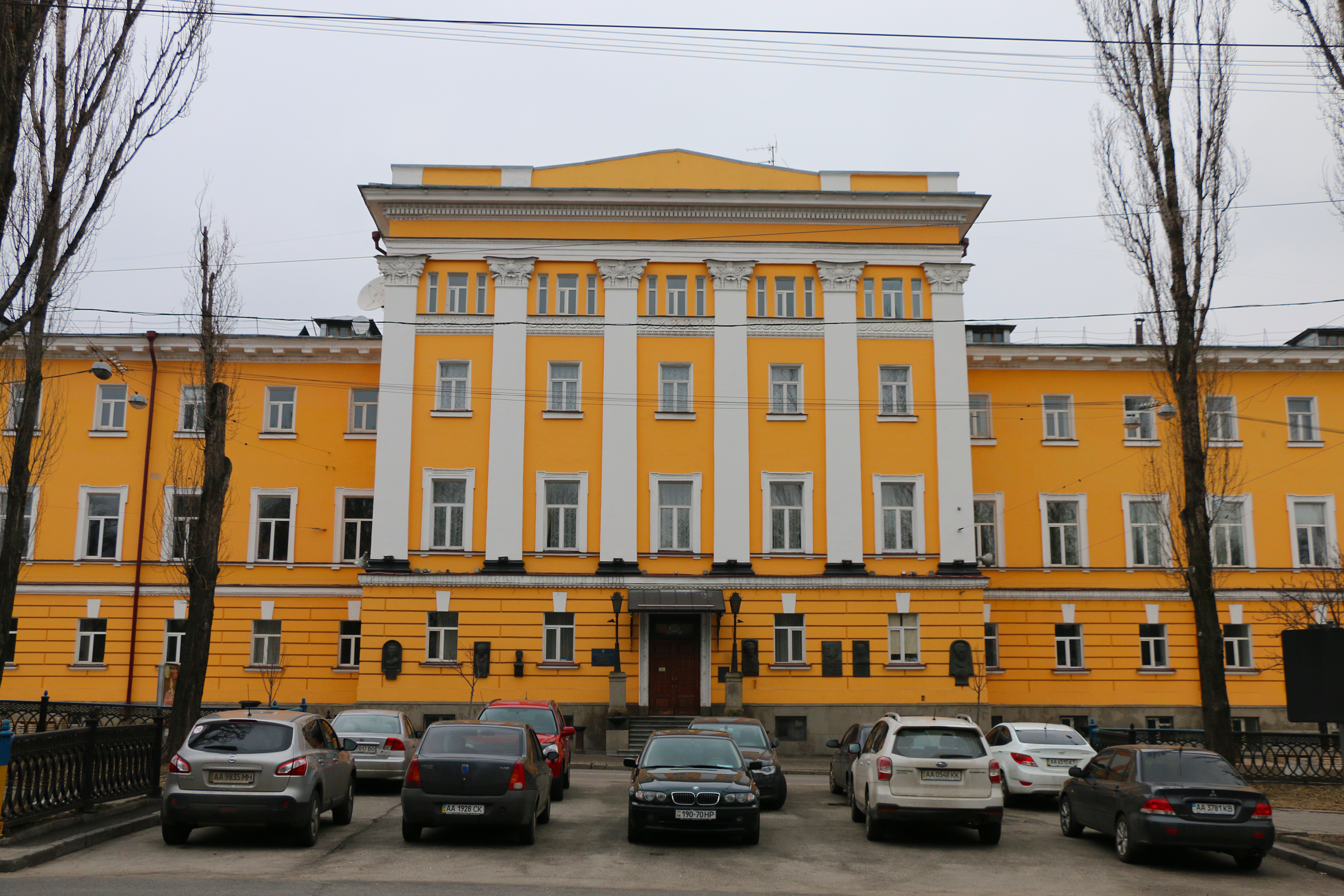
Будинок Першої Київської гімназії (1809)

Гімна́зія (лат. gymnasium, дав.-гр. γυμνάσιον) — термін у різних європейських мовах для середньої школи, яка готує учнів до здобуття вищої освіти в університеті. Його можна порівняти з американо-англійським терміном підготовча середня школа. В Україні — загальноосвітній навчальний заклад, що забезпечує здобуття базової середньої освіти (5—9 класи).

## Історія гімназій у Європі

### Передісторія гімназій
Первісно, у давньогрецьких містах і провінціях, переважно в містах-державах у Малій Азії, де грецька культура мала вплив, термін γυμνάσιον («гімнасій») вживався на позначення «місця для фізичних (гімнастичних) вправ». На це вказує і етимологія: від дієслова γυμνάζω («оголяюся, роздягаюся; вправляюся»), утвореного з γυμνός («голий, нагий»), яке виводять праіндоєвроп. кореня *nogʷ — «голий» (пор. праслов. *nagъ).
Приблизно з кінця V ст. гімнасії стають освітніми закладами: у них вели свої бесіди філософи, ритори, вчені тощо. Кожне грецьке місто мало одну або й декілька гімнасіїв. Найвідомішими з них були: Дромос у Спарті; з афінські гімнасії (Академія, Лікейон, Кіносарг), де викладали Платон і Аристотель; Кранейон у Коринфі; гімназії в Неаполі, Ефесі, Нікеї та ін. містах.
Ані у Давньому Римі, ані в ранньосередньовічній Європі освітніх закладів, подібних до гімнасіїв не було.

### Розвиток гімназій у Європі XVI— поч. XXст.ст.
Гімназія як європейський навчальний заклад середньої освіти бере початок з XVI століття. Безпосередніми попередниками гімназій стали школи (лат. scholae) при монастирях та світські школи при університетах, що з'являються з початку XIII ст. переважно в Німеччині та Італії. У таких школах-гімназіях основним предметом була латина і викладався курс тривіальних наук (лат. trivium), куди входили граматика, логіка (діалектика) і риторика.
З епохою Відродження і особливо Реформації освіта набуває класичних зразків — як у змісті навчання, так і його формах. Зокрема, виникла ціла низка нових освітніх, гуманістичних за спрямованістю шкіл — т. зв. латинські школи, що включали ліцеї, гімназії, вчені школи, педагогіуми тощо. Перша така латинська школа виникла в Лондоні в 1510 р., а у Німеччині подібний заклад вперше відкрив Меланхтон у 1526 році в Нюрнберзі.
У 1538 році німецький педагог, просвітитель і кальвіністський полемік Іоганнес Штурм (нім. Johannes Sturm) заснував у Страсбурзі гуманістичну (світську) гімназію, принципи організації і навчання в якій здебільшого збереглися аж до кінця XIX ст. Її програма включала, крім вивчення класичних давніх мов (грецька і латина), староєврейської мови, історії та риторики.

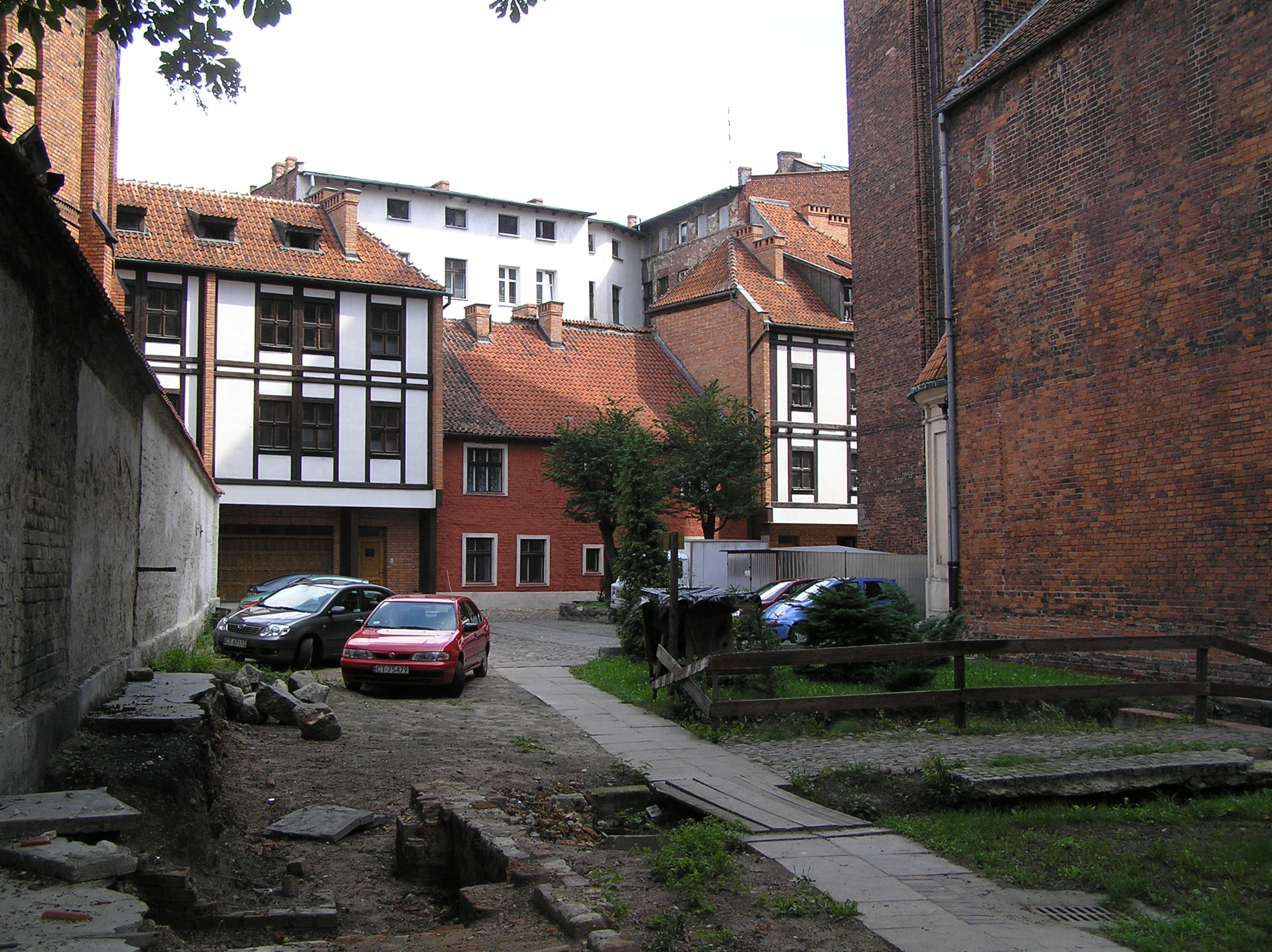
Первинне місце розташування Академічної гімназії у Торуні, Польща (існувала 1568—1793).

Особливий розвиток гімназійний рух отримав на німецьких землях (і державних утвореннях, куди вони входили), в Італії (італ. ginnasi), Польщі, де формувалася своя гімназійна система (перші гімназії постали у Гданську, 1558 і Торуні, 1568) і яку було зруйновано після Другого Поділу Речі Посполитої (1793) та з 2-ї чверті XVIII ст. у Російській імперії.
На поч. XX ст. гіманзії існували в Австо-Угорщині, Російській імперії, Прусії, Сербії та Болгарії.
У Франції їм відповідали ліцеї та колежі (фр. Lycées, collèges), в Англії і США — школи і коледжі граматики, вищі школи (англ. Grammar-Schools, Grammar-Colleges, High Schools тощо, в Іспанії — інститути і колехьйос (ісп. Institutes, colegios, в Італії — ліцеї/лічеї (італ. licei), e Швейцарії — кантональні школи (нім. Cantonschulen) тощо.

## Гімназії території сучасних українських земель

### У складі Австрійських держав
Варто відмітити, що умови розділення України між 2 імперіями — Австро-Угорською та Російською — зумовили окреме існування на українських землях гімназій відповідно австро-угорських і російських.
За даними Івана Боднарчука, Осипа Залеського, Ярослава Стоцького, Бучацька василіянська гімназія заснована привілеєм правителя Речі Посполитої Авґуста III, виданим у Варшаві 22 жовтня 1754 р. на прохання дідича Бучача Миколи Василя Потоцького. У перекладі королівського привілею-дозволу польською мовою вжито термін «публічні школи».

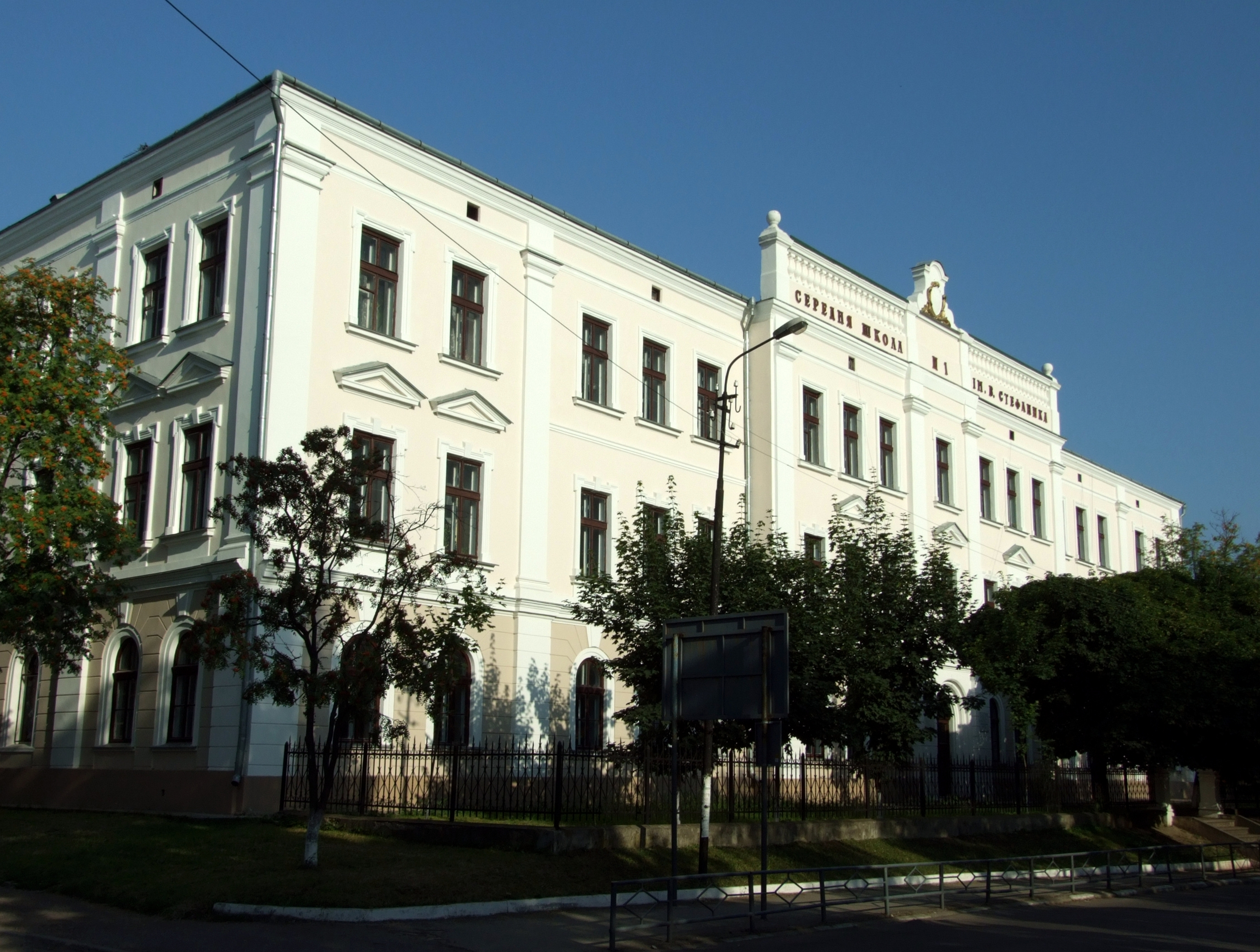
Будівля Коломийської гімназії

У Королівстві Галичини та Володимирії, що входило до складу Австро-Угорщини, розпорядженням цісаря Йозефа II від 24 жовтня 1784 року заснована Львівська академічна гімназія як складова частина Львівського університету. Вона вважається найдавнішою з українською мовою викладання. У 1789 році заснували гімназію в Збаражі з німецькою мовою навчання, яку в 1805 році перевели до міста Бережани. У XIX ст., функціонували гімназії в таких містах: Львів, Коломия (1861), Станиславів, Тернопіль (1898), Теребовля та ін.
У Львівській академічній гімназії з 1867 року всі навчальні предмети в початкових класах викладалися українською мовою, а з 1874 — в усіх класах.

### У складі Російської імперії
Імовірно, першою гімназією на території України, що перебувала у складі Російської імперії, була Одеська комерційна гімназія (перша й одна з двох у Російській імперії). Її засновано у 1804 р., але вже у 1817 р. скасовано. Крім парафіяльного і повітового училища, вона містила у своєму складі власне комерційну гімназію, в якій викладались такі світські дисципліни, як мови новогрецька та італійська, алгебра і арифметика, а також «приспособи до комерції», право, загальна граматика, комерційна географія і бухгалтерія, комерційна справа, освоєння фабрик і товарів, історія комерції, комерційне і морське право.
Перші гімназії в Україні (по одеській) створено в Харкові, Чернігові, Катеринославі (сучасний Дніпро) — у 1805 році, Новгород-Сіверську, Перша чоловіча гімназія Полтави — у 1808 році, Херсоні — у 1812 році.

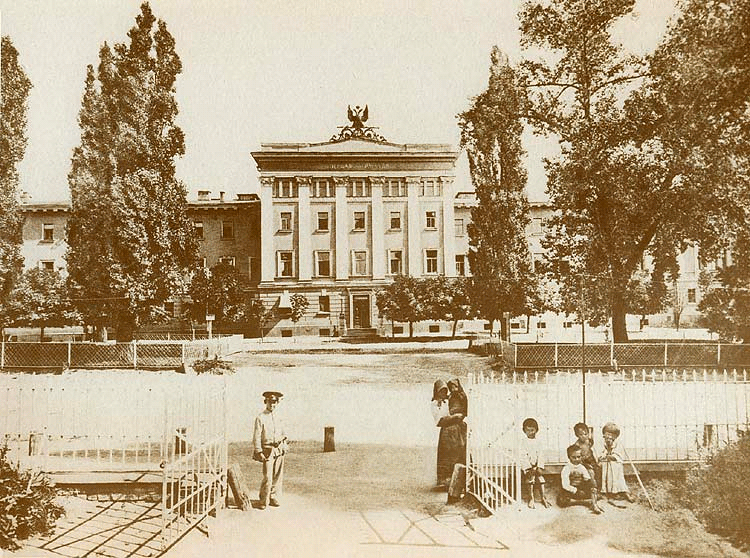
Перша Київська гімназія, фото кін. XIX — поч. XX століть.

Першу класичну чоловічу гімназію в Києві засновано 1809 року (вона са́ме називалась Перша чоловіча гімназія). Містилась вона спочатку на Подолі, а з 1811 року — у Кловському палаці на Печерську. Тут викладали відомі історики М. Ф. Берлінський та М. І. Костомаров; серед вихованців були художник Микола Ге, історик Микола (Закревський), поет М. В. Гербель, скульптор П. П. Забіла. У 1850-52 рр. скульптор Олександр Беретті спроєктував будинок для міської гімназії на Бібіковському бульварі (нині бульвар Шевченка). Проте міський уряд віддав приміщення гімназії кадетському училищу. Лише у 1857 році, після того як на сучасному Повітрофлотському проспекті за проєктом І. В. Штрома виріс Кадетський корпус, Перша гімназія переселилась у будинок на Бібіковському бульварі. У роки Першої світової війни гімназію переобладнали під військовий госпіталь. З 1959 року — це гуманітарний корпус Київського університету (КНУ)

### Розвиток гімназій у Російській імперії
Найстаріша гімназія в Російській імперії заснована в Петербурзі у 1726 році (відразу по смерті царя Петра I) за посередництва українського вченого Феофана Прокоповича німцем Готлібом Байєром (нім. Gottlieb Siegfried Bayer) як Академічна школа (т. зв. скандинавська школа). Спершу вона включала два відділення: німецьку і латинську школи. У 1731 р. Г. Байєр написав німецькою статут школи «Сучасне улаштування гімназії» (нім. Gegenwärtige Einrichtung des Gymnasiums). Навіть попри допуск у середині 1730-х рр. у її лави дітей середніх соціальних станів, навіть солдатів, які згодом складатимуть основу учнівського контингенту, розвитку гімназія не отримала, і в 1737 р. у ній навчалось лише 18 учнів.
Розквіт і набуття російськості в Академічній гімназії пов'язана, в першу чергу з ім'ям Михайла Ломоносова, який очолив її у 1758 році. Наступні за часом, після Петербурзької, стали гімназії у Москві (1755) і Казані (1758). На початку XIX ст. в Російській імперії утворили міністерство народної просвіти, затвердили навчальні округи і гімназії почали відкриватися по всій імперії. На розвиток облаштування гімназій у Росії велике значення мав Статут для гімназій, затверджений 8 грудня 1828 року новоутвореним у 1826 р. Комітетом облаштування навчальних закладів. Однак вже за 20 років, на середину XIX ст., гімназійна освіта в Російській імперії багато в чому втратила свою академічність і демократичність (майже повсюди вивчення латини і грецької замінили на штудіювання церковнослов'янської, а читання творів античних і ренесансних мислителів обмежили). Крім класичних чоловічих гімназій, у 1876 в Москві відкрили за їх подобою Жіночу класичну гімназію пані Фішер. Крім того, існували деякі регіональні і специфічні відмінності у функціонуванні гімназій. Так, у Варшавському окрузі Російської імперії з 1840 р. існували гімназії реальні (у 1872 їхню назву уніфікували на реальні училища). А військові кадетські корпуси в 1863 р. на короткий час (до 1882 р., коли їм повернули стару назву) також перетворили на військові гімназії. Крім того, розвиток капіталізму зумовив існування 2 гімназій комерційних, щоправда, нетривале, наприклад, така в Таганрозі проіснувала від 1806 р. до 1837 р., коли її реформували на класичну.
Гімназії як заклад середньої освіти скасували на території колишньої Російської імперії у 1920-х рр. у зв'язку з реформуванням системи шкільної освіти, а в деяких країнах-членах з середини XX ст. соцтабору гімназії існували фактично до часу його утворення, тобто до часу повоєнних реформ народної освіти, наприклад, у Польщі до 1948 року.

## Сучасні гімназії в Україні
З розпадом СРСР на початку 1990-х років, занепаду і розвалу в Україні зазнали всі сторони життя — від економіки, соціальної сфери, медицини до галузі культури і освіти. Поруч із загально-державною освітньою системою постала новітня система реформованої і приватної освіти. Навчальні заклади середньої освіти також не стали виключенням: повсюди виникали новітні, в тому числі і платні приватні замінники ЗОШ (загальноосвітніх шкіл). Спостерігалась справжня анархія як з назвами таких закладів, так і особливо — з навчальними програмами, планами і самою системою і методиками викладання.
Покласти край і унормувати становище в царині середньої освіти в Україні був покликаний Закон України «Про загальну середню освіту», прийнятий 13 травня 1999 року, який чітко «прописав» усі норми середньої освіти. Згідно зі згаданим законом гімназія це:
|  | загальноосвітній навчальний заклад II—III ступенів з поглибленим вивченням окремих предметів відповідно до профілю... |

Подальший розвиток і функціонування гімназій, як і решти закладів середньої освіти в Україні, має ґрунтуватись виключно на засадах указаного Закону України. Гімназія — заклад нового типу, головною метою якого є задовольнити запити суспільства, держави у загальній середній освіті шляхом відбору і навчання обдарованих та здібних дітей, забезпечення їх науково-теоретичної, гуманітарної, загальнокультурної підготовки для подальшого навчання в закладах освіти вищого рівня.
Так, у 1999 році у місті Боярка відкрили Києво-Святошинську районну класичну гімназію, яка наслідує традиції елітних закладів освіти України.

## Виноски
1. ↑  Закон України «Про повну загальну середню освіту», Стаття 35.
2. ↑  Боднарчук І. Бучач сто років тому //  Бучач і Бучаччина. Історично-мемуарний збірник / ред. колегія Михайло Островерха та інші. — Ню Йорк — Лондон — Париж — Сидней — Торонто : НТШ, Український архів, 1972. — Т. XXVII. — С. 66—67.
3. ↑  Залеський О. Наше шкільництво, від сивої давнини по 1939 рік //  Бучач і Бучаччина. Історично-мемуарний збірник / ред. колегія Михайло Островерха та інші. — Ню Йорк — Лондон — Париж — Сидней — Торонто : НТШ, Український архів, 1972. — Т. XXVII. — С. 817.
4. ↑  Стоцький Ярослав. Бучацький монастир отців Василіян: на службі Богові й Україні. До 300-ліття заснування. — Жовква : Місіонар, 2011. — 216 с. + 24 с. вкл. — С. 92, 99. — ISBN 978-966-658-239-6.
5. ↑  Стоцький посилається на працю В. Площанського «Бучач», опубліковану в газеті «Слово» у 1865 році.
6. ↑  Стоцький Ярослав. Бучацький монастир отців Василіян… — С. 92.
7. ↑  Akta grodskie і ziemskie z czasów Rzeczpospolitej Polskiej z archiwum tak zwanego bernardyńskiego we Lwowie… — Lwów, 1868. — t. 1. — 215 s. — S. 145–146. (пол.), (лат.)]
8. ↑  Мельник І. Львівська академічна гімназія [Архівовано 12 червня 2012 у Wayback Machine.] // Поступ. — 2005 (10 вересня).
9. ↑  Середа О. АКАДЕМІЧНА гімназія у Львові [Архівовано 25 квітня 2016 у Wayback Machine.] // Енциклопедія історії України : у 10 т. / редкол.: В. А. Смолій (голова) та ін. ; Інститут історії України НАН України. — К. : Наукова думка, 2003. — Т. 1 : А — В. — С. 51. — ISBN 966-00-0734-5.
10. ↑  Ігор Мельник, 230 років Академічній гімназії // Zbruc.eu 24.10.2014
11. ↑  Волинець Н., Голод Н. Бережанська гімназія // Тернопільський енциклопедичний словник : у 4 т. / редкол.: Г. Яворський та ін. — Тернопіль : Видавничо-поліграфічний комбінат «Збруч», 2004. — Т. 1 : А — Й. — С. 105–106. — ISBN 966-528-197-6.
12. ↑  Литвин Сергій (заступник директора з науково-методичної роботи загальноосвітньої школи № 5 — української гімназії) Створення Єлисаветградської класичної чоловічої гімназії [Архівовано 13 червня 2009 у Wayback Machine.] // у книзі «Єлисаветградська гімназія» (відповідальний редактор Віктор Громовий) [Архівовано 27 червня 2009 у Wayback Machine.] на www.region.in.ua/elisavet/ (вебресурс, присвячений Кропивницькому/Єлисаветграду) [Архівовано 27 червня 2009 у Wayback Machine.]
13. ↑  .Перша гімназія на www.oldkyiv.org.ua (сайт історії Києва) // Київ: погляд через століття, Київ, «Мистецтво», 1988, стор. 50 [Архівовано 9 листопада 2007 у Wayback Machine.]
14. ↑  Энциклопедический словарь Брокгауза и Ефрона
15. ↑  Закон України «Про загальну середню освіту», стаття 9, м. Київ, 13 травня 1999 року, N 651-XIV. Архів оригіналу за 29 січня 2012. Процитовано 15 липня 2008.